# Funeral espacial

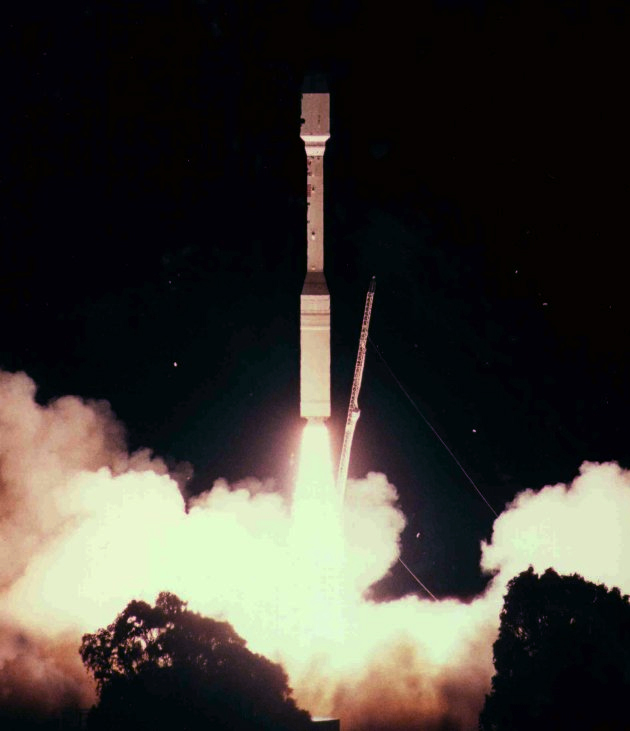
Lançamento do terceiro funeral espacial da Celestis por um foguete Taurus-2210 em 10 de fevereiro de 1998

Funeral espacial é um procedimento funerário no qual uma amostra das cinzas cremadas dos finados são colocados em cápsulas do tamanho de um tubo de batom que são lançados no espaço usando um foguete.

## Aspectos técnicos e econômicos
A preparação e o custo do lançamento de um objeto ao espaço são muito altos. No mais das vezes, o custo é diretamente relacionado ao peso, ou melhor, à massa do objeto e ao espaço que ocupa. Assim, várias medidas são tomadas para reduzir a massa e o tamanho dos restos mortais.
- O cadáver é cremado e tem a massa dos restos mortais reduzida para cerca de 5% da massa inicial.
- Somente uma pequena amostra das cinzas é incluída, tipicamente entre um e sete gramas. O restante das cinzas pode ser enterrado convencionalmente na terra, depositada em um cinerário ou lançada ao mar.

Outras medidas para reduzir o custo incluem:
- Locação de espaço em foguetes que têm outras prioridades; assim as cinzas seguem como parte secundária da carga.
- Uso de container de cinzas coletivas, embora usualmente as cinzas estejam em cápsulas separadas.

O segundo fator que influencia muito o custo é a órbita que a carga traçará. A maioria dos funerais atualmente não deixa o campo gravitacional da Terra, mas apenas orbita a Terra. As cápsulas contendo as amostras das cinzas circundam a Terra, até que as camadas superiores da atmosfera reduzem a velocidade das container e as cápsulas reentram na atmosfera. As cápsulas queimam na reentrada de modo similar às estrelas cadentes e as cinzas são espalhadas na atmosfera. O tempo entre o lançamento e a reentrada depende da órbita do satélite, e pode variar muito. O primeiro funeral espacial reentrou após apenas 5 anos, mas a reentrada dos outros funerais não são esperados em menos de 250 anos.
Há muitas opções alternativas se a reentrada na atmosfera terrestre não for desejada. Todas elas mais complexas e mais caras que o funeral em órbita terrestre. Se um objeto deixa o campo gravitacional da Terra, ele entra no campo gravitacional de um outro corpo no espaço. O objeto mais próximo da Terra para este propósito é a Lua. Embora a Lua esteja tecnicamente também no campo gravitacional da Terra, ele não cairá na Terra durante a existência humana. Em 2005, a única pessoa enterrada desse modo foi o Dr. Eugene Shoemaker, o conhecido co-descobridor do cometa Shoemaker-Levy 9.
Se a Lua está muito próxima, é possível lançar os restos no espaço sideral, embora seja o funeral mais custoso que há atualmente. Em janeiro de 2006 as cinzas de Clyde Tombaugh, que foi mais conhecido como o descobridor de Plutão, partiu no New Horizons, uma nave espacial da NASA similar ao Voyager que irá para além de Plutão .

## Histórico
A prática do funeral espacial é uma prática muito recente devido às dificuldades técnicas envolvidas no lançamento de um objeto no espaço. O primeiro funeral espacial foi lançado em 21 de abril de 1997. Um avião carregou um foguete Pegasus modificado contendo amostras de cinzas de 24 pessoas até uma altitude de 11 km sobre as ilhas Canárias. Então, o foguete carregou os restos para uma órbita elíptica com apogeu de 578 km e a um perigeu de 551 km, dando uma volta em torno da terra a cada 96 minutos até reentrar em 20 de maio de 2002, a nordeste da Austrália. Pessoas famosas "enterradas" neste voo são Gene Roddenberry e Timothy Leary
O segundo funeral espacial foi o féretro de amostras de cinzas do Dr. Eugene Shoemaker na Lua pela sonda Lunar Prospector, lançado em 7 de janeiro de 1999 por um foguete Athena de três estágios. A sonda contendo instrumentos científicos e as cinzas do Dr. Shoemaker impactou a Lua próximo ao Polo Sul lunar na madrugada de 31 de julho.
A lista de funerais espacial por data:
- 21 de abril de 1997: 24 cinzas lançadas em órbita terrestre por um foguete Pegasus modificado
- 6 de janeiro de 1998: amostra das cinzas de Eugene Shoemaker como carga secundária no foguete de três estágios Athena para a Lua.
- 10 de fevereiro 1998: 30 cinzas como carga secundária em órbita terrestre num foguete Taurus
- 20 de dezembro de 1999: 36 cinzas como carga secundária em órbita terrestre num foguete Taurus
- 21 de setembro de 2001: 43 cinzas como carga secundária em órbita terrestre num foguete Taurus
- 28 de abril de 2007: 202 cinzas lançadas no espaço sub-orbital pelo foguete privado SpaceLoft XL

## Concorrentes
A Celestis Inc., uma subdivisão da Space Services Inc., lançou seis voos entre 1997 e 2007.
Uma empresa canadense, a Columbiad Launch Services Inc., se dispõe a laçar foguetes próprios usando tecnologia ISS (Industrial Sounding System) mais simples para espalhar as cinzas em órbitas baixas, na faixa entre 100 e 250 km de altitude.
Até 2006, apenas cinzas cremadas foram lançadas ao espaço.